# Gabriel Bougrain

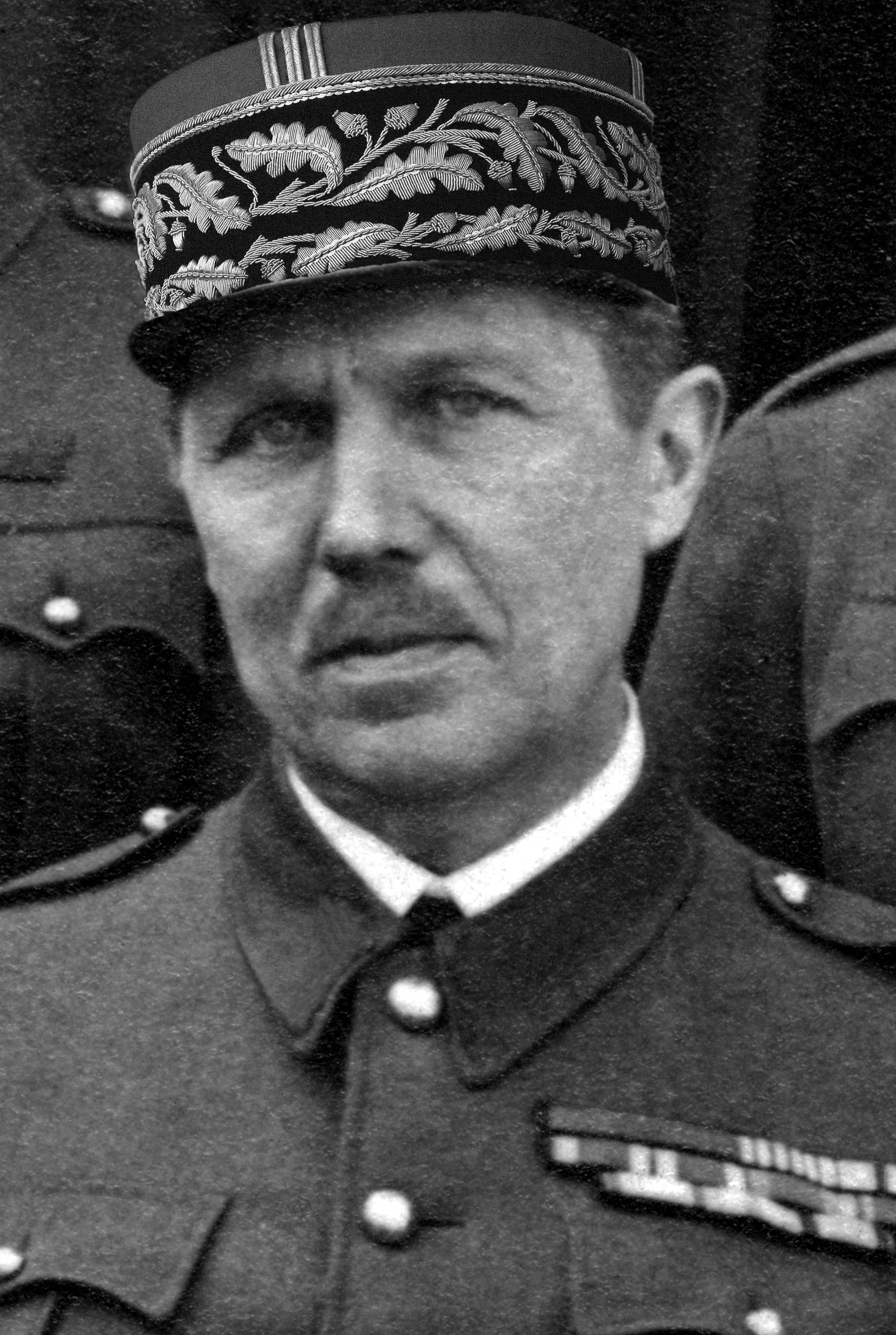
Generalmajor Gabriel Bougrain

Gabriel Marie Joseph Bougrain (* 9. April 1882 in Laval, Département Mayenne; † 30. Mai 1966 in Saint-Germain-en-Laye, Département Yvelines) war ein französischer Offizier, der zuletzt als Generalmajor (Général de division) 1940 Kommandeur der 2. Leichten Mechanisierten Division sowie der nach ihm benannten Bougrain-Gruppe war.

## Leben

### Familiäre Herkunft und Offiziersausbildung

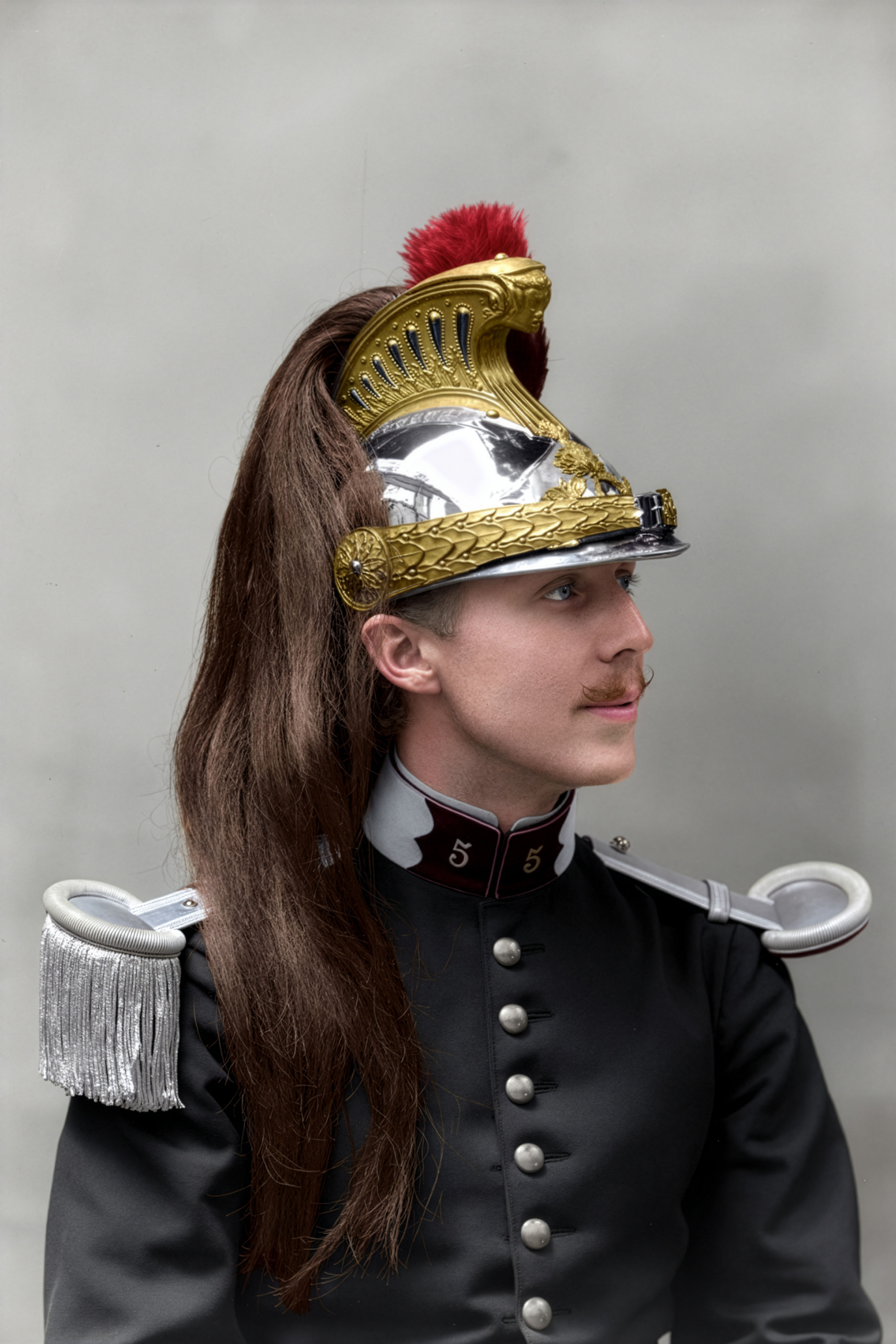
Bougrain als Leutnant des 5. Dragonerregiments (1905)

Gabriel Marie Joseph Bougrain war der Sohn des Bankiers Auguste Arsène Bougrain-Dubourg (1843–1903) und Léonide Louise Marguerite Lelièvre. Seine Schwester Renée Bougrain war mit Brigadegeneral Henri Garçon verheiratet. Er besuchte zwischen 1895 und 1897 das Collège Stanislas in Paris sowie im Anschluss von 1897 bis 1903 das Lycée Hoche in Versailles. Anschließend absolvierte er von 1903 bis 1905 den 88. Offizierslehrgang (promotion de La Tour-d’Auvergne) der Militärschule Saint-Cyr (École spéciale militaire de Saint-Cyr) in Coëtquidan, wo die späteren Generale Jean-Joseph-Guillaume Barrau, Christian Bruneau, Marcel Deslaurens, Philippe Féquant, Jean Houdemon, Louis Koeltz und Henry François Vernillat zu seinen Lehrgangskameraden gehörte und Brigadegeneral Louis François Marcot Kommandant der Militärschule war.
Danach wurde er am 1. Oktober 1905 dem 5. Dragonerregiment (5ème Régiment dragons) als Leutnant (Sous-Lieutenant) zugeteilt. Er wurde in die Kavallerieschule (École d’Application de Cavalerie) von Saumur, die sogenannte Cadre Noir, geschickt, wo er vom 10. Oktober bis zum 1. August 1906 den Unterricht besuchte. Am 6. August 1906 trat er in das 25. Dragonerregiment (25ème Régiment dragons) ein, welches in Angers stationiert war und erhielt dort am 1. Oktober 1907 auch seine Beförderung zum Oberleutnant (Lieutenant). Am 10. Dezember 1907 wurde er als Instrukteur zum 1. Jägerregiment (1er régiment de chasseurs) nach Blida in Französisch-Algerien abkommandiert und war dort bis Januar 1910 tätig. Im Anschluss war er Offizier im 29. Dragonerregiment (29ème Régiment dragons) in Provins sowie am 29. Juli 1911 im 23. Dragonerregiment (23ème Régiment dragons) in Vincennes. Anschließend besuchte er Oktober 1912 den Leutnantlehrgang an der Kavallerieschule und kehrte nach einer kurzen Verwendung im 23. Dragonerregiment im Juli 1914 als Hilfsreitlehrer an die Cadre Noir zurück.

### Erster Weltkrieg

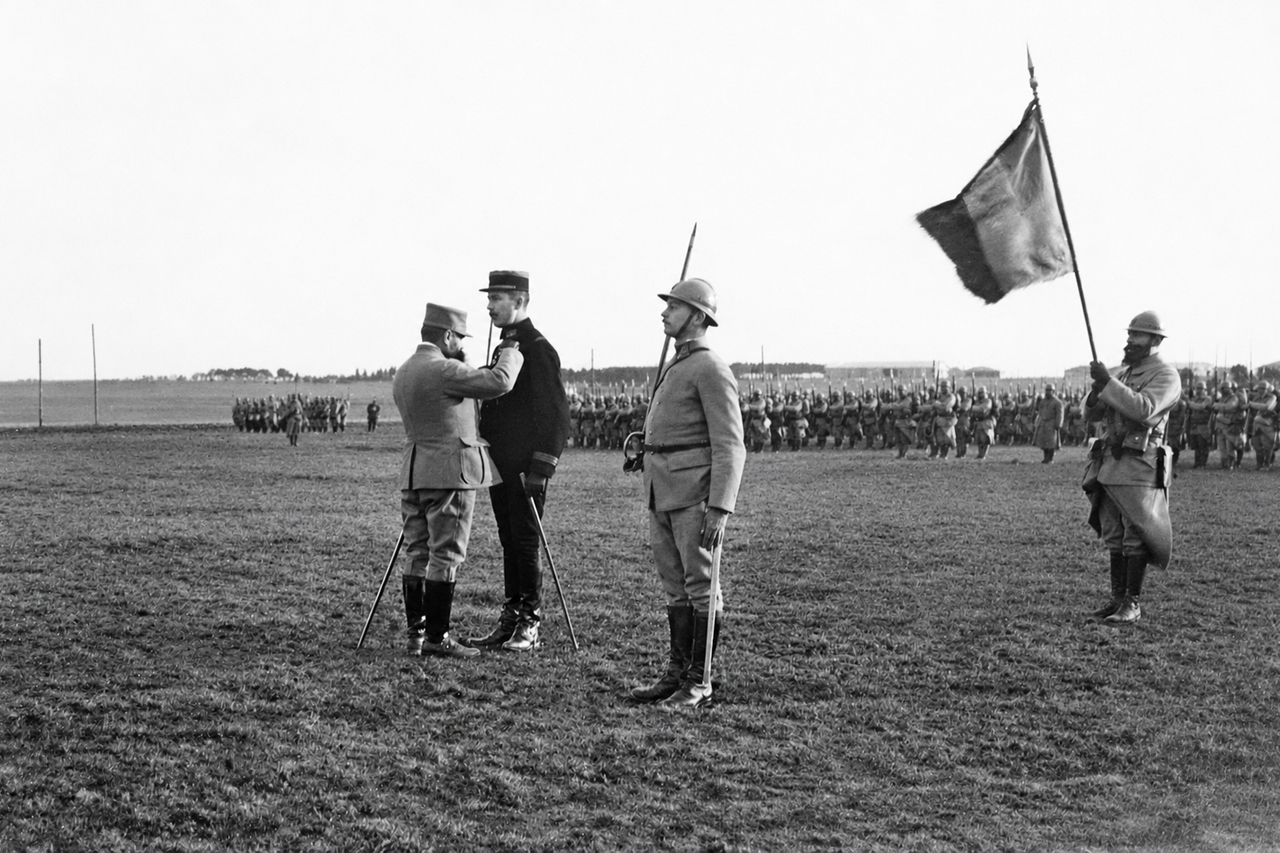
Bougrain (dunkle Uniform) bei der Verleihung des Ritterkreuzes der Ehrenlegion durch Generalmajor Géraud François Gustave Réveilhac (24. November 1915).

Knapp einen Monat später wurde Bougrain am 5. August 1914 im Zuge der Mobilmachung im Ersten Weltkrieg als Aufklärungsoffizier zum 24. Dragonerregiment (24ème Régiment dragons) versetzt. Nach seiner Beförderung zum Hauptmann (Capitaine) am 1. November 1914 wurde er am 11. November 1914 Offizier im Stab der 9. Armee (9e armée), ehe er am 1. Dezember 1914 in den Stab der von Generalmajor Géraud François Gustave Réveilhac kommandierten 60. Infanteriedivision (60e Division d’infanterie) wechselte. In diesen Verwendungen nahm er an den Kampfhandlungen bei Mogimont, Sedan, Tourteron, der Schlacht an der Marne (5. bis 12. September 1914),  der Winterschlacht in der Champagne (16. Februar bis 20. März 1915) sowie der Herbstschlacht in der Champagne (25. September bis 6. November 1915) teil. Am 24. November 1915 wurde ihm für seine Verdienste das Ritterkreuz der Ehrenlegion verliehen. Im Februar 1916 wurde er in den Stab der von Brigadegeneral Jacquier befehligten 119. Infanteriebrigade (119e brigade d’Infanterie) abgeordnet, wo er an der Schlacht um Verdun teilnahm. Für seine dortigen Verdienst wurde er am 23. Juli 1916 im Kriegsbericht erwähnt.
Am 24. November 1916 übernahm Hauptmann Bougrain eine Funktion in dem für Operationen zuständigen 3. Büro des Stabes der Ostarmee AFO (Armée française d’Orient). In dieser an der Salonikifront operierenden Armee diente er nacheinander unter General Maurice Sarrail, General Adolphe Guillaumat sowie schließlich General Louis Félix Marie Franchet d’Espèrey und nahm an der Monastir-Offensive (Dezember 1916 bis Januar 1917) sowie den Kampfhandlungen bei Cerna (Januar 1917) teil. Am 24. Januar 1917 wurde er mit dem Aufbau des Ausbildungszentrums der Ostarmee in Chortiatis beauftragt und fungierte im Anschluss als dessen Leiter. Er schuf ein Land- sowie Luftaufklärungswesens zur Vorbereitung einer Offensive, die im September 1918 in der Schlacht von Dobro Polje stattfand. Am 11. Oktober 1918 wurde er Offizier sowie im Januar 1919 Chef des 3. Büro von General Charles Antoine Charpy, Chef des Generalstabes des Kommandeurs der Alliierten Armee CAA (Commandant des armées alliées). In dieser Verwendung nahm er zum Ende des Ersten Weltkrieges in den ersten Monaten nach Kriegsende noch an den Strafverfolgungsoperationen in Skopje (Oktober bis Dezember 1918) sowie Operationen in Ungarn, Banat, Odessa, Sewastopol, Bessarabien und Siebenbürgen (Januar bis Mai 1919) teil.

### Zwischenkriegszeit und Zweiter Weltkrieg

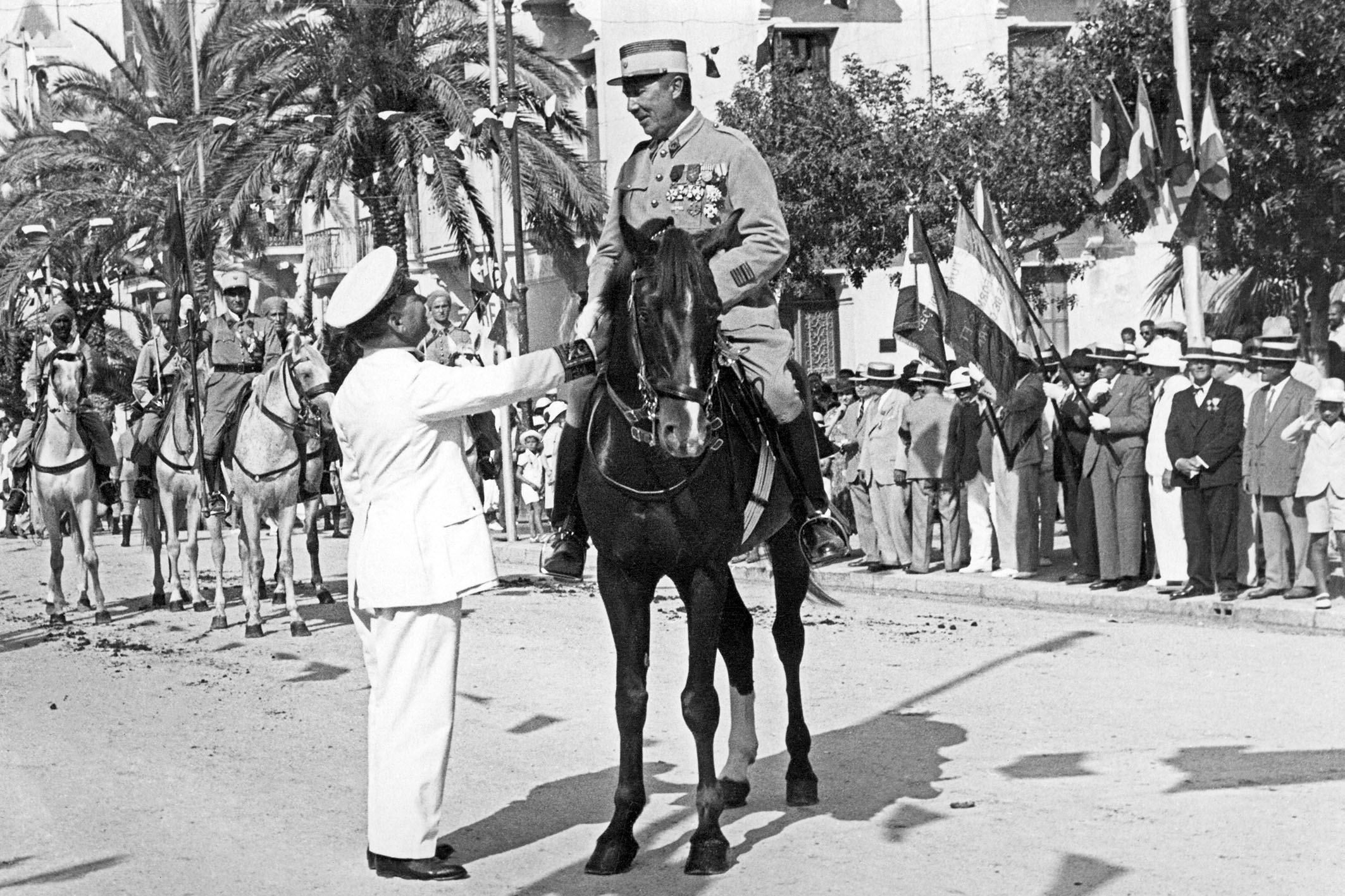
Oberst Bougrain (reitend) als Kommandeur des 4. Regiments der Tunesischen Spahis (1934).

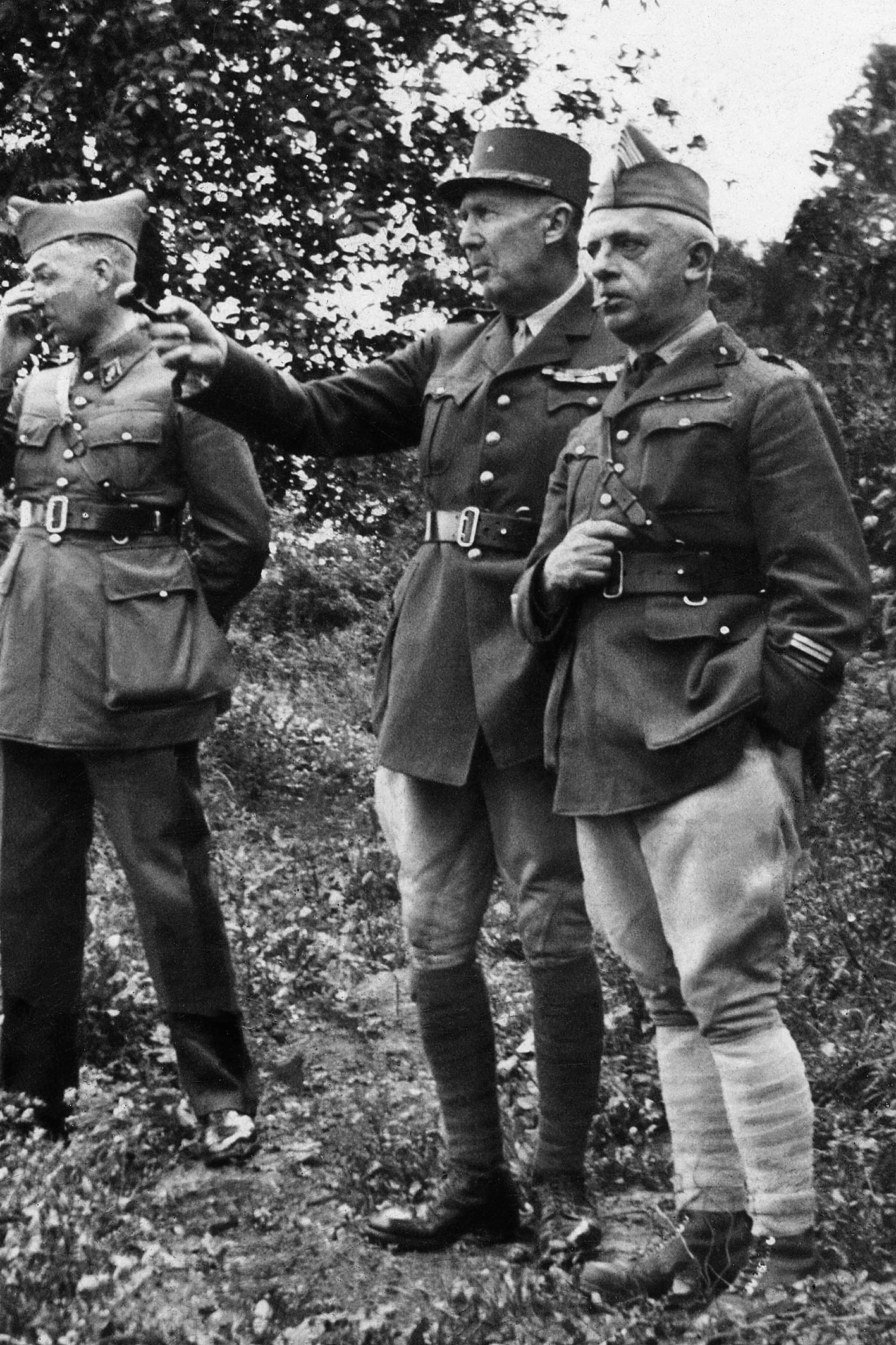
Generalmajor Bougrain (Mitte) als Kommandeur der 2. Leichten Mechanisierten Division (1940).

Nach seiner Beförderung zum Major (Chef d’escadrons) am 25. Juni 1919 fand Gabriel Bougrain zunächst Verwendung im Kriegsministerium und wurde danach am 12. Oktober 1919 erst wieder zum 23. Dragonerregiment sowie im Anschluss am 15. Mai 1920 zum 6. Dragonerregiment versetzt. Zugleich absolvierte er zwischen dem 4. November 1919 und dem 1. November 1921 den Generalstabslehrgang an der Höheren Kriegsschule (École supérieure de guerre). Er wurde am 24. September 1921 zum Stab des IV. Heereskorps (4ème Corps d’armée) versetzt und daraufhin am 22. März 1923 Instrukteur im Kavallerie-Lehrgang der École Supérieure de Guerre, wo Charles de Gaulle zu seinen Studenten gehörte. Am 27. Januar 1925 schied er zunächst aus dem aktiven Militärdienst und wurde Generaldirektor des neu gebauten Autodrome de Linas-Montlhéry, der Autorennstrecke bei Montlhéry. Anstatt der drei geplanten Jahre als Generaldirektor, kehrte er bereits nach etwas weniger als einem Jahr am 9. Januar 1926 in den Militärdienst zurück. Allerdings führte diese zivile Stelle dazu, dass sich seine militärische Laufbahn bei Beförderungen und Dienststellungen einschränkte. Er war zwischen dem 10. Januar 1926 und dem 18. September 1931 Direktor für Ausbildung der École d’Application de la Cavalerie in Saumur sowie zugleich Direktor der dortigen Reserveoffizier-Fortbildungsschule (École de perfectionnement des officiers de réserve). In dieser Verwendung erfolgt am 25. September 1928 seine Beförderung zum Oberstleutnant (Lieutenant-colonel).
Bougrain war bis zum 18. September 1931 Direktor für Ausbildung an der Militärschule für Kavallerie und Eisenbahnwesen (École Militaire et d’Application de la Cavallerie et du Train). Im Anschluss war er zwischen dem 18. September 1931 und dem 8. September 1933 Chef des Stabes beim Generalinspektor für die Kavallerie, General Charles Brécard. In dieser Zeit besuchte er von September bis Oktober 1932 das Centre d’Ètudes tactiques d’Artillerie sowie zwischen Dezember 1932 und Mai 1933 das Centre des Hautes Études Militaires. Am 7. Juli 1933 wurde ihm auch das Offizierskreuz der Ehrenlegion verliehen. Danach fungierte er vom 8. September 1933 bis Dezember 1937 als Kommandeur des 4. Regiments der Tunesischen Spahis (4e Régiment de spahis tunisiens) und wurde als solcher am 24. September 1933 zum Oberst (Colonel) befördert.
Gabriel Bougrain war nach seiner Beförderung zum Brigadegeneral (Général de brigade) am 22. März 1938 Kommandeur der 4. Leichten Mechanisierten Brigade (4e Brigade légère mécanique) in Saint-Germain-en-Laye und verblieb auf diesem Posten bis zum 13. Januar 1940. Daraufhin übernahm er am 13. Januar 1940 von Generalmajor René Altmayer den Posten als Kommandeur der 2. Leichten Mechanisierten Division (2e Division légère mécanique) und hatte diesen bis zum 25. Juni 1940 inne, drei Tage nach dem Waffenstillstand von Compiègne am 22. Juni 1940. Zugleich war er zwischen dem 14. und 16. Mai 1940 auch Kommandeur der nach ihm benannten Bougrain-Gruppe. Am 20. August 1940 trat er mit gleichzeitiger Beförderung zum Generalmajor (Général de division) in den Ruhestand. Am 20. Februar 1941 wurde ihm mit Wirkung zum 23. August 1940 Kommandeur der Ehrenlegion.

## Veröffentlichung
- Sous la Croix de Lorraine. Les combats de la 2e DLM, mai-juin 1940, Nachdruck 2021, ISBN 978-2-322-25607-5 (Onlineversion)

## Hintergrundliteratur
- Charles D. Pettibone: The Organization and Order of Battle of Militaries in World War II: Volume VI Italy and France Including the Neutral Countries of San Marino, Vatican, Trafford Publishing, 2010, ISBN 978-1-42694-633-2 (Online-Version)